# Список світових рекордів з легкої атлетики
Світові рекорди в легкій атлетиці є результатами, визнаними Світовою легкою атлетикою як найкращі у світі в певних легкоатлетичних дисциплінах.
Світові рекорди ратифікуються згідно з правилами, встановленими Світовою легкою атлетикою.
Найкращі результати у світі, показані в легкоатлетичних дисциплінах, в яких Світова легка атлетика не визнає світові рекорди, неофіційно іменуються вищими світовими досягненнями. Як правило такі дисципліни є менш популярними, ніж ті, в яких найкращі результати визнаються світовими рекордами (наприклад, біг на 500 метрів, метання ваги).

## Правила
Правила, яких має бути дотримано для можливості ратифікації рекордних результатів як світових рекордів, містяться в правилах 31-32 Правил змагань Світової легкої атлетики.
Правила встановлюють низку загальних (такі, що застосовуються до всіх легкоатлетичних дисциплін) та спеціальних (такі, що на додаток до загальних або на їх часткову зміну застосовуються до окремих дисциплін або груп дисциплін) умов, яких має бути дотримано у випадку встановлення результату, який дорівнює або перевищує чинний світовий рекорд, для того, щоб такий результат міг бути визнаний (ратифікований) Світовою легкою атлетикою як світовий рекорд.
Світова легка атлетика презентує рекордсмену світу почесний знак світового рекорду.
Для ратифікації світового рекорду в легкій атлетиці необхідне дотримання низки визначених умов, загальними з яких є наступні:
- Рекордний результат має бути встановлений у чесному змаганні, яке було належним чином організовано, рекламовано та санкціоновано заздалегідь національною федерацією — членом Світової легкої атлетики, у країні або на території якої відбулись такі змагання, проведено згідно з Правилами змагань Світової легкої атлетики та спортсмени в яких виступали в повну силу.
- Рекордний результат повинен бути показаний на сертифікованій Світовою легкою атлетикою легкоатлетичній споруді (стадіоні, манежі тощо) або облаштованому згідно з правилами місці проведення змагань (наприклад, коли стрибкові змагання проводяться на площах міст з влаштуванням доріжки для розбігу тощо).
- Жоден результат не може бути визнаний рекордним, якщо він був показаний у ході змішаних змагань чоловіків та жінок, за винятком результатів у технічних (стрибкових та метальних) та бігових дисциплінах на дистанціях від 5000 м.
- Для юніорських рекордів спортсмен повинен підтвердити дату свого народження на підставі відповідного документа, якщо таке підтвердження не було зроблено раніше.
- Для рекордів у індивідуальних дисциплінах у змаганнях повинні взяти участь не менше трьох спортсменів, а для рекордів у естафетах — не менше двох команд, а всі члени естафетної команди повинні мати дозвіл виступати за одну країну.
- Спортсмен (або у випадку естафетної команди — спортсмени), який показав рекордний результат, повинні:
  - мати право допуску до змагань згідно з Правилами змагань Світової легкої атлетики;
  - бути під юрисдикцією національної федерації — члена Світової легкої атлетики; та
  - після фінішу пройти допінг-контроль у встановленому порядку.
- Офіційна письмова заява про реєстрацію рекорду повинна бути направлена національною федерацією тієї країни, в якій був показаний рекордний результат, до Світової легкої атлетики протягом 30 днів після дати рекордного результату. При цьому національна федерація повинна негайно після встановлення рекордного результату поінформувати Світову легку атлетику про намір подати заяву у встановлений строк.
- Рекордні результати визнаються світовими рекордами спільним рішенням Президента та Генерального секретаря Світової легкої атлетики. Водночас якщо у цих осіб є сумніви щодо можливості ратифікації світового рекорду, питання передається ними на розгляд колегіального органу — Ради Світової легкої атлетики.

## Історія
Після заснування Світової легкої атлетики у 1912, однією з основних завдань цієї організації було визначено облік світових рекордів у легкоатлетичних дисциплінах. Перший перелік світових рекордів у легкій атлетиці був опублікований у 1914. Перелік містив рекорди у 79 чоловічих дисциплінах для чоловіків, включаючи 51 бігову дисципліну, 17 дисциплін у спортивній ходьбі, 6 — у стрибках та 5 — метаннях.
На той час світові рекорди серед жінок не фіксувались через тогочасне небажання Міжнародного олімпійського комітету та Світової легкої атлетики допускати жінок до міжнародних змагань. Внаслідок такої дискримінації у 1921 була заснована Міжнародна жіноча спортивна федерація (ФСФІ). Перший список світових рекордів серед жінок був опублікований в 1927, а з 1936, коли ФСФІ припинила свою роботу, Міжнародна асоціація легкоатлетичних федерацій (колишня назва Світової легкої атлетики) перейняла на себе роль регулювання жіночої легкої атлетики та ведення світових рекордів серед жінок. Цього ж року (1936), була встановлена (і залишається чинною на цей час) максимальна швидкість попутного вітру, який допускається для ратифікації результату як світового рекорду, — 2 м/с.
Надалі ключовими подіями в процедурі фіксації світових рекордів були такі:
- 1957: введення правила про визначення часу в бігу на 1500 м та 1 милю шляхом округлення зафіксованих результатів до найближчої 0,1 секунди. До цього, для цілей ратифікації світових рекордів на всіх дистанціях понад 1000 м показаний час округлявся до найближчої 0,2 с в сторону збільшення;
- 1959: були допущені до ратифікації світові рекорди на дистанціях 200 м (220 ярдів) з віражем.
- 1963: введення фіксації світових рекордів у стрибкових та метальних дисциплінах, виражених виключно в одиницях метричної системи мір. Результати, зафіксовані в англійській системі мір з точністю до 1/4 дюйма, мали бути конвертовані у метричні показники з округленням до найближчого сантиметра.
- 1965: введення округлення рекордних результатів в метанні диску, молота та спису до найближчої парної цифри сантиметрів (наприклад, результат 90,01 м округлявся до 90,00 м). Це правило було скасовано в 1999.
- 1969: було припинено визнання світових рекордів на дистанціях 200 м (220 ярдів) по прямій (без віражу).
- 1973: підняття максимально припустимої швидкості попутного вітру для відповідних дисциплін багатоборств до 4 м/с.
- 1976: в бігових дисциплінах до 400 м включно було розпочато фіксування світових рекордів на підставі результатів, зафіксованих автоматичним хронометражем, — паралельно з фіксацією рекордів за ручним хронометражем.
- 1977: в бігових дисциплінах до 400 м включно світові рекорди могли бути ратифіковані виключно у випадках, якщо результати в них були визначені за допомогою автоматичного хронометражу. Результати, зафіксовані автоматичним хронометражем на довших дистанціях, підлягали округленню до найближчої 0,1 с.
- 1977: припинення фіксації світових рекордів на дистанціях, довжина в яких вимірювалась в англійській (ярди, милі) системі мір (крім бігу на 1 милю). Це призвело до зменшення кількості «рекордних» дисциплін у чоловіків з 55 до 28, а у жінок — з 36 до 19.
- 1981: введення єдино обов'язкової фіксації рекордних результатів в бігу на 800 м за автоматичним хронометражем. Водночас рекорди на дистанціях від 1000 м і довше могли бути зафіксовані як за ручним, так і за автоматичним хронометражем.
- 1987: початок фіксації світових рекордів у приміщенні та юніорських світових рекордів.
- 1988: введення (діяло до 1989) та, після відновлення, дія з 1998 правила, згідно з яким показані в приміщенні рекордні результати (якщо вони перевищують рекорди у відповідних дисциплінах, показані просто неба) можуть бути ратифіковані як «абсолютні» світові рекорди. Після 1998 під дію цього правила підпав, зокрема, чоловічий світовий рекорд у приміщенні у стрибках з жердиною, встановлений у 2014 французом Рено Лавіллені (6,16 м) — у зв'язку з ним колишній світовий рекорд Сергія Бубки, показаний ним просто неба (6,14 м), припинив вважатись світовим рекордом.
- 2004: розпочато фіксування світових рекордів у шосейних (біг та спортивна ходьба) дисциплінах:
- 2017: виключення з «рекордних» дисциплін чоловічого та жіночого шосейного бігу на 15, 20, 25 та 30 кілометрів, включення шосейного бігу на 5 кілометрів, а також вперше — включення змішаної дисципліни (естафети 4х400 метрів), у складі команд якої виступатимуть двоє чоловіків та двоє жінок.
- 2019: виключення з «рекордних» дисциплін чоловічого та жіночого бігу на 20000, 25000 та 30000 метрів доріжкою стадіону[3][4].
- 2021: включення до «рекордних» дисциплін у чоловіків та жінок бігу на 50 кілометрів, а також спортивної ходьби на 35000 метрів (стадіон) та 35 кілометрів (шосе). Із ратифікацією першого рекорду у чоловіків у ходьбі на 35000 метрів доріжкою стадіону (це має статись не раніше 1 січня 2023), буде припинена ратифікація рекордів на дистанції 30000 метрів[5].
- 2022: включення з 1 січня 2023 до «рекордних» дисциплін у чоловіків та жінок шосейного бігу на 1 милю[6].
- 2023: припинення фіксування світових рекордів у приміщенні та введення ратифікації світових рекордів на короткій доріжці (англ. short track).
- 2024: прийняття рішення про фіксацію з 1 січня 2026 світових рекордів зі спортивної ходьби на півмарафонській (21,0975 км) та марафонській (42,195 км) дистанції (як на шосе, так і на доріжці стадіону).
- 2025: прийняття рішення про фіксацію з 1 березня 2025 світових рекордів зі змішаного естафетного бігу 4×400 м на короткій доріжці[7].
- 2025: прийняття рішення про фіксацію з 1 січня 2026 світових рекордів зі змішаного естафетного бігу 4×100 м[8].

## Скасування рекордів у приміщенні
23 травня 2023 Світова легка атлетика оголосила про намір ввести з 1 листопада 2023 новий термін «коротка доріжка» (англ. short track) замість терміну «в приміщенні» (англ. indoor) для опису подій і виступів, які традиційно проводяться під дахом на 200-метровій овальній доріжці. Приводом для такого переходу стала необхідність забезпечити можливість спорудження таких доріжок не тільки в традиційних критих аренах, а й просто неба або у тимчасових міських місцях з тим, щоб рекордні результати, показані просто неба, могли також бути визнані офіційними результатами для цілей рекордів і рейтингу. Чемпіонати в приміщенні (на національному, континентальному чи світовому рівні) продовжуватимуть існувати, але в тих регіонах, де закритих приміщень немає або вони не відповідають стандартам, можна буде проводити чемпіонати просто неба на 200-метровій овальній доріжці, які будуть еквівалентом чемпіонатів в приміщенні та які можуть використовуватися як відбіркові змагання для чемпіонатів у приміщенні вищого рангу.
Описані зміни потягли за собою наступні зміни:
- припиниться окрема ратифікація показаних у приміщенні світових рекордів у п'яти дисциплінах для чоловіків та жінок — стрибки у висоту, з жердиною, у довжину, потрійний стрибок та штовхання ядра
- рекорди в переважній більшості решти дисциплін на «короткій доріжці» — бігу (200, 400, 800, 1000, 1500 метрів, 1 миля, 3000, 5000 метрів, естафети 4×200 та 4×400 метрів) — будуть фіксуватись окремо від аналогічних дисциплін на стандартній 400-метровій доріжці
- продовжиться ратифікація рекордів, показаних виключно на «короткій доріжці», для спортивної ходьби на 3000 метрів серед жінок та 5000 метрів серед чоловіків, а також з п'ятиборства серед жінок та семиборства серед чоловіків
- вводиться ратифікація світових рекордів у новій дисципліні на «короткій доріжці» — змішаному естафетному бігу 4×400 метрів
- продовжиться визнання світових рекордів у бігу на 50 та 60 метрів, а також на аналогічних дистанціях з бар'єрами — відтепер вони можуть бути показані і на змаганнях просто неба[10].

## Дисципліни
Нижче перелічені всі дисципліни, в яких Світова легка атлетика ратифіковує світові рекорди. Крім того, визначені дозволені способи вимірювання часу для окремих дисциплін ( — автоматичний;  — ручний;  — транспондерний).
| Біг на 50 метрів                                        | Yes | Yes | Ні  | Ні  |     |
| Біг на 60 метрів                                        | Yes | Yes | Yes | Yes |     |
| Біг на 100 метрів                                       | Yes | Yes | Yes | Yes |     |
| Біг на 200 метрів                                       | Yes | Yes | Yes | Yes |     |
| Біг на 200 метрів (коротка доріжка)                     | Yes | Yes | Yes | Yes |     |
| Біг на 400 метрів                                       | Yes | Yes | Yes | Yes |     |
| Біг на 400 метрів (коротка доріжка)                     | Yes | Yes | Yes | Yes |     |
| Біг на 800 метрів                                       | Yes | Yes | Yes | Yes |     |
| Біг на 800 метрів (коротка доріжка)                     | Yes | Yes | Yes | Yes |     |
| Біг на 1000 метрів                                      | Yes | Yes | Yes | Yes | або |
| Біг на 1000 метрів (коротка доріжка)                    | Yes | Yes | Yes | Yes | або |
| Біг на 1500 метрів                                      | Yes | Yes | Yes | Yes | або |
| Біг на 1500 метрів (коротка доріжка)                    | Yes | Yes | Yes | Yes | або |
| Біг на 1 милю                                           | Yes | Yes | Yes | Yes | або |
| Біг на 1 милю (коротка доріжка)                         | Yes | Yes | Yes | Yes | або |
| Біг на 2000 метрів                                      | Yes | Yes | Ні  | Ні  | або |
| Біг на 3000 метрів                                      | Yes | Yes | Yes | Yes | або |
| Біг на 3000 метрів (коротка доріжка)                    | Yes | Yes | Yes | Yes | або |
| Біг на 5000 метрів                                      | Yes | Yes | Yes | Yes | або |
| Біг на 5000 метрів (коротка доріжка)                    | Yes | Yes | Yes | Yes | або |
| Біг на 10000 метрів                                     | Yes | Yes | Yes | Yes | або |
| Годинний біг                                            | Yes | Yes | Ні  | Ні  | або |
| Біг на 3000 метрів з перешкодами                        | Yes | Yes | Yes | Yes | або |
| Біг на 50 метрів з бар'єрами                            | Yes | Yes | Ні  | Ні  |     |
| Біг на 60 метрів з бар'єрами                            | Yes | Yes | Yes | Yes |     |
| Біг на 100 метрів з бар'єрами                           | Ні  | Yes | Ні  | Yes |     |
| Біг на 110 метрів з бар'єрами                           | Yes | Ні  | Yes | Ні  |     |
| Біг на 400 метрів з бар'єрами                           | Yes | Yes | Yes | Yes |     |
| Стрибки у висоту                                        | Yes | Yes | Yes | Yes |     |
| Стрибки з жердиною                                      | Yes | Yes | Yes | Yes |     |
| Стрибки в довжину                                       | Yes | Yes | Yes | Yes |     |
| Потрійний стрибок                                       | Yes | Yes | Yes | Yes |     |
| Штовхання ядра                                          | Yes | Yes | Yes | Yes |     |
| Метання диска                                           | Yes | Yes | Yes | Yes |     |
| Метання молота                                          | Yes | Yes | Yes | Yes |     |
| Метання списа                                           | Yes | Yes | Yes | Yes |     |
| П'ятиборство (коротка доріжка)                          | Ні  | Yes | Ні  | Yes |     |
| Семиборство                                             | Ні  | Yes | Ні  | Yes |     |
| Семиборство (коротка доріжка)                           | Yes | Ні  | Yes | Ні  |     |
| Десятиборство                                           | Yes | Yes | Yes | Yes |     |
| Спортивна ходьба на 3000 метрів (коротка доріжка)       | Ні  | Yes | Ні  | Ні  | або |
| Спортивна ходьба на 5000 метрів (коротка доріжка)       | Yes | Ні  | Ні  | Ні  | або |
| Спортивна ходьба на 10000 метрів                        | Ні  | Yes | Yes | Yes | або |
| Спортивна ходьба на 10 кілометрів                       | Ні  | Ні  | Yes | Yes | або |
| Спортивна ходьба на 20000 метрів                        | Yes | Yes | Ні  | Ні  | або |
| Спортивна ходьба на 20 кілометрів                       | Yes | Yes | Ні  | Ні  | або |
| Спортивна півмарафонська ходьба (доріжка стадіону)      | Yes | Yes | Ні  | Ні  | або |
| Спортивна півмарафонська ходьба (шосе)                  | Yes | Yes | Ні  | Ні  | або |
| Спортивна ходьба на 30000 метрів                        | Yes | Ні  | Ні  | Ні  | або |
| Спортивна ходьба на 30000 метрів                        | Yes | Yes | Ні  | Ні  | або |
| Спортивна ходьба на 35 кілометрів                       | Yes | Yes | Ні  | Ні  | або |
| Спортивна марафонська ходьба (доріжка стадіону)         | Yes | Yes | Ні  | Ні  | або |
| Спортивна марафонська ходьба (шосе)                     | Yes | Yes | Ні  | Ні  | або |
| Спортивна ходьба на 50000 метрів                        | Yes | Yes | Ні  | Ні  | або |
| Спортивна ходьба на 50 кілометрів                       | Yes | Yes | Ні  | Ні  | або |
| Біг на 1 милю (шосе)                                    | Yes | Yes | Ні  | Ні  | або |
| Біг на 5 кілометрів (шосе)                              | Yes | Yes | Ні  | Ні  | або |
| Біг на 10 кілометрів (шосе)                             | Yes | Yes | Ні  | Ні  | або |
| Напівмарафон (шосе)                                     | Yes | Yes | Ні  | Ні  | або |
| Марафонський біг (шосе)                                 | Yes | Yes | Ні  | Ні  | або |
| Біг на 50 кілометрів (шосе)                             | Yes | Yes | Ні  | Ні  | або |
| Біг на 100 кілометрів (шосе)                            | Yes | Yes | Ні  | Ні  | або |
| Естафетний біг 4×100 метрів                             | Yes | Yes | Yes | Yes |     |
| Естафетний біг 4×200 метрів                             | Yes | Yes | Ні  | Ні  |     |
| Естафетний біг 4×200 метрів (коротка доріжка)           | Yes | Yes | Ні  | Ні  |     |
| Естафетний біг 4×400 метрів                             | Yes | Yes | Yes | Yes |     |
| Естафетний біг 4×400 метрів (коротка доріжка)           | Yes | Yes | Ні  | Ні  |     |
| Естафетний біг 4×400 метрів (змішаний)                  | Yes | Yes | Ні  | Ні  |     |
| Естафетний біг 4×400 метрів (змішаний, коротка доріжка) | Yes | Yes | Ні  | Ні  |     |
| Естафетний біг 4×800 метрів                             | Yes | Yes | Ні  | Ні  | або |
| Естафетний біг 4×800 метрів (коротка доріжка)           | Yes | Yes | Ні  | Ні  | або |
| Естафетний біг 4×1500 метрів                            | Yes | Yes | Ні  | Ні  | або |
| Комбінований естафетний біг                             | Yes | Yes | Ні  | Ні  | або |

## Світові рекорди

### Чоловіки
| Дисципліна                                  | Результат    | Атлет                                                                                          | Дата       | Змагання                                  | Стадія | Місто          | Відео                             | Примітки             |
| ------------------------------------------- | ------------ | ---------------------------------------------------------------------------------------------- | ---------- | ----------------------------------------- | ------ | -------------- | --------------------------------- | -------------------- |
| Спринт (бігова доріжка)                     |              |                                                                                                |            |                                           |        |                |                                   |                      |
| 50 метрів (хронологія)                      | 5,56 (i)     | Донован Бейлі                                                                                  | 09.02.1996 | Reno Air Games                            | ф1     | Ріно           | Відео на YouTube                  | [ 11 ]               |
| 60 метрів (хронологія)                      | 6,34 (i)     | Крістіан Коулмен                                                                               | 18.02.2018 | Чемпіонат США в приміщенні                | ф1     | Альбукерке     | Відео на YouTube                  | [ 12 ] [ 13 ]        |
| 100 метрів (хронологія)                     | 9,58         | Усейн Болт                                                                                     | 16.08.2009 | Чемпіонат світу                           | ф1     | Берлін         | Відео на YouTube                  | [ 14 ]               |
| 200 метрів (хронологія)                     | 19,19        | Усейн Болт                                                                                     | 20.08.2009 | Чемпіонат світу                           | ф1     | Берлін         | Відео на YouTube                  | [ 15 ]               |
| 200 метрів (коротка доріжка) (хронологія)   | 19,92 (i)    | Френкі Фредерікс                                                                               | 18.02.1996 | St Yorre International Meeting            | ф1     | Льєвен         | Відео на YouTube                  | [ 16 ]               |
| 400 метрів (хронологія)                     | 43,03        | Вайде ван Нікерк                                                                               | 14.08.2016 | Олімпійські ігри                          | ф1     | Ріо-де-Жанейро | Відео на YouTube                  | [ 17 ] [ 18 ]        |
| 400 метрів (коротка доріжка) (хронологія)   | 44,57 (i)    | Керрон Клемент                                                                                 | 12.03.2005 | Студентський чемпіонат США в приміщенні   | ф1     | Фаєтвіль       | Відео на YouTube                  | [ 19 ] [ 20 ]        |
| Біг на середні дистанції (бігова доріжка)   |              |                                                                                                |            |                                           |        |                |                                   |                      |
| 800 метрів (хронологія)                     | 1.40,91      | Давід Рудіша                                                                                   | 09.08.2012 | Олімпійські ігри                          | ф1     | Лондон         | Відео на YouTube                  | [ 21 ]               |
| 800 метрів (коротка доріжка) (хронологія)   | 1.42,67 (i)  | Вілсон Кіпкетер                                                                                | 09.03.1997 | Чемпіонат світу в приміщенні              | ф1     | Париж          | Відео на YouTube                  | [ 22 ]               |
| 1000 метрів (хронологія)                    | 2.11,96      | Ноа Нгені                                                                                      | 05.09.1999 | Rieti Meeting                             | ф1     | Рієті          | Відео на YouTube                  | [ 23 ]               |
| 1000 метрів (коротка доріжка) (хронологія)  | 2.14,20 (i)  | Аянлех Сулейман                                                                                | 17.02.2016 | Globen Galan                              | ф1     | Стокгольм      | Відео на YouTube                  | [ 24 ]               |
| 1500 метрів (хронологія)                    | 3.26,00      | Гішам ель Герруж                                                                               | 14.07.1998 | Golden Gala                               | ф1     | Рим            | Відео на YouTube                  | [ 25 ]               |
| 1500 метрів (коротка доріжка) (хронологія)  | 3.29,63+ (i) | Якоб Інгебрігтсен                                                                              | 13.02.2025 | Meeting Hauts-de-France Pas-de-Calais     | ф1     | Льєвен         | Відео на YouTube                  | [ 26 ] [ 27 ] [ 28 ] |
| 1 миля (хронологія)                         | 3.43,13      | Гішам ель Герруж                                                                               | 07.07.1999 | Golden Gala                               | ф1     | Рим            | Відео на YouTube                  | [ 29 ]               |
| 1 миля (коротка доріжка) (хронологія)       | 3.45,14 (i)  | Якоб Інгебрігтсен                                                                              | 13.02.2025 | Meeting Hauts-de-France Pas-de-Calais     | ф1     | Льєвен         | Відео на YouTube                  | [ 26 ] [ 27 ] [ 28 ] |
| 2000 метрів (хронологія)                    | 4.43,13      | Якоб Інгебрігтсен                                                                              | 08.09.2023 | Меморіал ван Дамме                        | ф1     | Брюссель       | Відео на YouTube                  | [ 30 ] [ 31 ]        |
| 3000 метрів (хронологія)                    | 7.17,55      | Якоб Інгебрігтсен                                                                              | 24.08.2024 | Меморіал Каміли Сколімовської             | ф1     | Хожув          | Відео на YouTube                  | [ 32 ] [ 33 ]        |
| 3000 метрів (коротка доріжка) (хронологія)  | 7.22,91 (i)  | Грант Фішер                                                                                    | 08.02.2025 | Millrose Games                            | ф1     | Нью-Йорк       | Відео на YouTube                  | [ 34 ] [ 35 ]        |
| 3000 метрів з перешкодами (хронологія)      | 7.52,11      | Ламеча Гірма                                                                                   | 09.06.2023 | Meeting de Paris                          | ф1     | Париж          | Відео на YouTube                  | [ 36 ] [ 37 ]        |
| Біг на довгі дистанції (бігова доріжка)     |              |                                                                                                |            |                                           |        |                |                                   |                      |
| 5000 метрів (хронологія)                    | 12.35,36     | Джошуа Чептегеї                                                                                | 14.08.2020 | Herculis                                  | ф1     | Фонв'єй        | Відео на YouTube                  | [ 38 ] [ 39 ]        |
| 5000 метрів (коротка доріжка) (хронологія)  | 12.49,60 (i) | Кененіса Бекеле                                                                                | 20.02.2004 | Norwich Union Indoor Grand Prix           | ф1     | Бірмінгем      |                                   | [ 40 ]               |
| 5000 метрів (коротка доріжка) (хронологія)  | 12.44,09 (i) | Грант Фішер                                                                                    | 14.02.2025 | BU David Hemery Valentine International   | ф1     | Бостон         | Відео на YouTube                  | [ 41 ]               |
| 10000 метрів (хронологія)                   | 26.11,00     | Джошуа Чептегеї                                                                                | 07.10.2020 | NN Valencia World Record Day              | ф1     | Валенсія       | Відео на YouTube                  | [ 42 ] [ 43 ]        |
| 1 година (хронологія)                       | 21 330 м     | Мо Фара                                                                                        | 04.09.2020 | Меморіал ван Дамме                        | ф1     | Брюссель       | Відео на YouTube                  | [ 44 ] [ 45 ]        |
| Біг (шосе)                                  |              |                                                                                                |            |                                           |        |                |                                   |                      |
| 1 миля (хронологія)                         | 3.51,3h      | Елліот Джайлс                                                                                  | 01.09.2024 | New Balance KO Meile                      | ф1     | Дюссельдорф    | Відео на YouTube                  | [ 46 ] [ 35 ]        |
| 5 кілометрів (хронологія)                   | 12.49        | Беріху Арегаві                                                                                 | 31.12.2021 | Cursa dels Nassos                         | ф1     | Барселона      | Відео на YouTube                  | [ 47 ] [ 48 ]        |
| 10 кілометрів (хронологія)                  | 26.24        | Ронекс Кіпруто                                                                                 | 02.01.2020 | 10k Valencia Ibercaja                     | ф1     | Валенсія       | Відео на YouTube                  | [ 49 ] [ 50 ]        |
| Напівмарафон (хронологія)                   | 57.31        | Джейкоб Кіплімо                                                                                | 21.11.2021 | Лісабонський напівмарафон                 | ф1     | Лісабон        | Відео на YouTube                  | [ 51 ] [ 52 ]        |
| Напівмарафон (хронологія)                   | 57.30        | Йоміф Кеджельча                                                                                | 27.10.2024 | Валенсійський напівмарафон                | ф1     | Валенсія       | Відео на YouTube                  | [ 53 ]               |
| Напівмарафон (хронологія)                   | 56.42        | Джейкоб Кіплімо                                                                                | 16.02.2025 | eDreams Mitja Marató Barcelona by Brooks  | ф1     | Барселона      | Відео на YouTube                  | [ 54 ]               |
| Марафон (хронологія)                        | 2:00.35      | Келвін Кіптум                                                                                  | 08.10.2023 | Чиказький марафон                         | ф1     | Чикаго         | Відео на YouTube                  | [ 55 ] [ 56 ]        |
| Екіден (хронологія)                         | 1:57.06      | КеніяМартін Мататі Мекобо Могусу Данієль Мвангі Джозефат Ндамбірі Онесмус Ньєрере Джон Каріукі | 23.11.2005 | International Chiba Ekiden                | ф1     | Тіба           |                                   | [ 57 ]               |
| 50 кілометрів (хронологія)                  | 2:38.43      | Сіджей Альбертсон                                                                              | 08.10.2022 | Ruth Anderson Memorial Endurance Run      | ф1     | Сан-Франциско  |                                   | [ 31 ] [ 58 ]        |
| 100 кілометрів (хронологія)                 | 6:05.35      | Олександр Сорокін                                                                              | 14.05.2023 | Nord Security World's Fastest Run         | ф1     | Вільнюс        | Відео на YouTube                  | [ 31 ] [ 59 ]        |
| Бар'єрний біг (бігова доріжка)              |              |                                                                                                |            |                                           |        |                |                                   |                      |
| 50 метрів з бар'єрами (хронологія)          | 6,25 (i)     | Марк Маккой                                                                                    | 05.03.1986 | Міжнародні змагання                       | 1заб1  | Кобе           |                                   | [ 60 ]               |
| 60 метрів з бар'єрами (хронологія)          | 7,27 (i)     | Грант Голловей                                                                                 | 16.02.2024 | Чемпіонат США в приміщенні                | 1заб1  | Альбукерке     |                                   | [ 61 ] [ 62 ]        |
| 110 метрів з бар'єрами (хронологія)         | 12,80        | Ерієс Меррітт                                                                                  | 07.09.2012 | Меморіал ван Дамме                        | ф1     | Брюссель       | Відео на YouTube                  | [ 63 ] [ 64 ]        |
| 400 метрів з бар'єрами (хронологія)         | 45,94        | Карстен Варгольм                                                                               | 03.08.2021 | Олімпійські ігри                          | ф1     | Токіо          | Відео на YouTube                  | [ 65 ] [ 66 ]        |
| Естафетний біг (бігова доріжка)             |              |                                                                                                |            |                                           |        |                |                                   |                      |
| 4×100 метрів (хронологія)                   | 36,84        | ЯмайкаНеста Картер Майкл Фрейтер Йоган Блейк Усейн Болт                                        | 11.08.2012 | Олімпійські ігри                          | ф1     | Лондон         | Відео на YouTube                  | [ 67 ]               |
| 4×200 метрів (хронологія)                   | 1.18,63      | ЯмайкаНікель Ашмід Воррен Вейр Джермейн Браун Йоган Блейк                                      | 24.05.2014 | Світові естафети                          | ф1     | Нассау         | Відео на YouTube                  | [ 68 ]               |
| 4×200 метрів (коротка доріжка) (хронологія) | 1.22,11 (i)  | Велика БританіяЛінфорд Крісті Даррен Брейтвейт Аде Мафе Джон Реджіс                            | 03.03.1991 | Матчева зустріч Велика Британія — США     | ф1     | Глазго         |                                   |                      |
| 4×400 метрів (хронологія)                   | 2.54,29      | СШАЕндрю Валмон Квінсі Воттс Батч Рейнольдс Майкл Джонсон                                      | 22.08.1993 | Чемпіонат світу                           | ф1     | Штутгарт       | Відео на YouTube                  | [ 69 ]               |
| 4×400 метрів (коротка доріжка) (хронологія) | 3.01,51 (i)  | Університет Х'юстонаАмер Леттін Обі Ігбокве Джермейн Голт Камарі Монтгомері                    | 09.02.2019 | Clemson Tiger Paw Invitational            | ф1     | Клемсон        | Відео на YouTube                  | [ 70 ] [ 71 ]        |
| 4×800 метрів (хронологія)                   | 7.02,43      | КеніяДжозеф Мутуа Вільям Ямпой Ісмаель Комбіч Вілфред Бунґеї                                   | 25.08.2006 | Меморіал ван Дамме                        | ф1     | Брюссель       |                                   | [ 72 ]               |
| 4×800 метрів (коротка доріжка) (хронологія) | 7.11,30 (i)  | HOKA NJ/NY Track ClubДжо Маккейсі Крістофер Гістінг Кайл Мербер Джессі Гарн                    | 25.02.2018 | New Balance Indoor Grand Prix             | ф1     | Бостон         |                                   | [ 73 ] [ 74 ]        |
| 4×1500 метрів (хронологія)                  | 14.22,22     | КеніяКоллінс Чебої Сілас Кіплагат Джеймс Кіплагат Магут Асбел Кіпроп                           | 25.05.2014 | Світові естафети                          | ф1     | Нассау         | Відео на YouTube                  | [ 75 ] [ 76 ]        |
| Комбінована естафета (хронологія)           | 9.15,50      | СШАКайл Мербер Брайсен Спретлінг Брендон Джонсон Бен Бланкеншіп                                | 03.05.2015 | Світові естафети                          | ф1     | Нассау         |                                   | [ 77 ] [ 78 ]        |
| Комбінована естафета (хронологія)           | 9.14,58      | СШАБреннон Кіддер Брендон Міллер Ісая Гарріс Генрі Вінн                                        | 19.04.2024 | Oregon Relays                             | ф1     | Юджин          | Відео на YouTube                  | [ 79 ]               |
| Спортивна ходьба (бігова доріжка)           |              |                                                                                                |            |                                           |        |                |                                   |                      |
| 5000 метрів (коротка доріжка) (хронологія)  | 18.07,08 (i) | Михайло Щенніков                                                                               | 14.02.1995 | Міжнародні змагання                       | ф1     | Москва         |                                   |                      |
| 5000 метрів (коротка доріжка) (хронологія)  | 17.55,65 (i) | Франческо Фортунато                                                                            | 22.02.2025 | Чемпіонат Італії в приміщенні             | ф1     | Анкона         | Відео на YouTube                  | [ 80 ] [ 81 ]        |
| 20000 метрів (хронологія)                   | 1:17.25,6h   | Бернардо Сегура                                                                                | 07.05.1994 | Softeland Grand Prix                      | ф1     | Берген         |                                   |                      |
| Напівмарафон (хронологія)                   |              |                                                                                                |            |                                           |        |                |                                   |                      |
| 30000 метрів (хронологія)                   | 2:01.44,1h   | Мауріціо Дамілано                                                                              | 03.10.1992 | Змагання на встановлення рекорду          | ф1     | Кунео          |                                   |                      |
| 35000 метрів (хронологія)                   | (2:22.00)    |                                                                                                |            |                                           |        |                |                                   |                      |
| Марафон (хронологія)                        |              |                                                                                                |            |                                           |        |                |                                   |                      |
| 50000 метрів (хронологія)                   | 3:35.27,2h   | Йоанн Дініз                                                                                    | 12.03.2011 | Змагання на встановлення рекорду          | ф1     | Реймс          | Відео на YouTube                  |                      |
| Спортивна ходьба (шосе)                     |              |                                                                                                |            |                                           |        |                |                                   |                      |
| 20 кілометрів (хронологія)                  | 1:16.10      | Яманісі Тосікадзу                                                                              | 16.02.2025 | Чемпіонат Японії з ходьби на 20 км        | ф1     | Кобе           | Відео на YouTube                  | [ 85 ] [ 28 ]        |
| Напівмарафон (хронологія)                   |              |                                                                                                |            |                                           |        |                |                                   |                      |
| 35 кілометрів (хронологія)                  | 2:20.43      | Массімо Стано                                                                                  | 18.05.2025 | Командний чемпіонат Європи з ходьби       | ф1     | Подєбради      |                                   | [ 86 ] [ 87 ] [ 88 ] |
| Марафон (хронологія)                        |              |                                                                                                |            |                                           |        |                |                                   |                      |
| 50 кілометрів (хронологія)                  | 3:32.33      | Йоанн Дініз                                                                                    | 14.08.2014 | Чемпіонат Європи                          | ф1     | Цюрих          | Відео на YouTube                  |                      |
| Стрибки                                     |              |                                                                                                |            |                                           |        |                |                                   |                      |
| Стрибки у висоту (хронологія)               | 2,45         | Хав'єр Сотомайор                                                                               | 27.07.1993 | Міжнародні змагання                       | ф1     | Саламанка      | Відео на YouTube                  |                      |
| Стрибки з жердиною (хронологія)             | 6,27 (i)     | Арман Дюплантіс                                                                                | 28.02.2025 | All Stars Perche                          | ф1     | Клермон-Ферран | Відео на YouTube                  | [ 89 ] [ 90 ] [ 28 ] |
| Стрибки з жердиною (хронологія)             | 6,28         | Арман Дюплантіс                                                                                | 15.06.2025 | BAUHAUS-Galan                             | ф1     | Стокгольм      | Відео на YouTube                  | [ 91 ] [ 92 ]        |
| Стрибки з жердиною (хронологія)             | 6,29         | Арман Дюплантіс                                                                                | 12.08.2025 | Меморіал Іштвана Дьюлаї                   | ф1     | Будапешт       | Відео на YouTube                  | [ 93 ] [ 94 ]        |
| Стрибки в довжину (хронологія)              | 8,95         | Майк Пауелл                                                                                    | 30.08.1991 | Чемпіонат світу                           | ф1     | Токіо          | Відео на YouTube Відео на YouTube |                      |
| Потрійний стрибок (хронологія)              | 18,29        | Джонатан Едвардс                                                                               | 07.08.1995 | Чемпіонат світу                           | ф1     | Гетеборг       | Відео на YouTube                  |                      |
| Метання                                     |              |                                                                                                |            |                                           |        |                |                                   |                      |
| Штовхання ядра (хронологія)                 | 23,56        | Раян Кроузер                                                                                   | 27.05.2023 | USATF Los Angeles Grand Prix              | ф1     | Лос-Анджелес   | Відео на YouTube                  | [ 95 ] [ 96 ]        |
| Метання диска (хронологія)                  | 74,35        | Міколас Алекна                                                                                 | 14.04.2024 | Oklahoma Throws Series World Invitational | ф1     | Рамона         | Відео на YouTube                  | [ 97 ] [ 98 ]        |
| Метання диска (хронологія)                  | 74,89        | Міколас Алекна                                                                                 | 13.04.2025 | Oklahoma Throws Series World Invitational | —      | Рамона         |                                   | [ 99 ]               |
| Метання диска (хронологія)                  | 75,56        | Міколас Алекна                                                                                 | 13.04.2025 | Oklahoma Throws Series World Invitational | ф1     | Рамона         | Відео на YouTube                  | [ 99 ]               |
| Метання молота (хронологія)                 | 86,74        | Юрій Сєдих                                                                                     | 30.08.1986 | Чемпіонат Європи                          | ф1     | Штутгарт       | Відео на YouTube                  |                      |
| Метання списа (хронологія)                  | 98,48        | Ян Железний                                                                                    | 25.05.1996 | Zeiss Meeting                             | ф1     | Єна            | Відео на YouTube                  | [ 100 ]              |
| Багатоборства                               |              |                                                                                                |            |                                           |        |                |                                   |                      |
| Семиборство (коротка доріжка) (хронологія)  | 6645         | Ештон Ітон                                                                                     | 10.02.2012 | Чемпіонат світу в приміщенні              | ф1     | Стамбул        | Відео на YouTube                  |                      |
| Десятиборство (хронологія)                  | 9126         | Кевін Маєр                                                                                     | 16.09.2019 | Décastar                                  | ф1     | Таланс         | Відео на YouTube                  | [ 101 ] [ 102 ]      |

### Жінки
| Дисципліна                                  | Результат          | Атлетка                                                               | Дата                        | Змагання                                              | Стадія | Місто          | Відео            | Примітки               |
| ------------------------------------------- | ------------------ | --------------------------------------------------------------------- | --------------------------- | ----------------------------------------------------- | ------ | -------------- | ---------------- | ---------------------- |
| Спринт (бігова доріжка)                     |                    |                                                                       |                             |                                                       |        |                |                  |                        |
| 50 метрів (хронологія)                      | 5,96+ (i)          | Ірина Привалова                                                       | 09.02.1995                  | José Maria Cagigal Memorial                           | -      | Мадрид         |                  | [ 103 ]                |
| 60 метрів (хронологія)                      | 6,92 (i)           | Ірина Привалова                                                       | 11.02.1993                  | José Maria Cagigal Memorial                           | ф1     | Мадрид         |                  |                        |
| 60 метрів (хронологія)                      | 09.02.1995         | Ірина Привалова                                                       | José Maria Cagigal Memorial | ф1                                                    | Мадрид |                |                  |                        |
| 100 метрів (хронологія)                     | 10,49              | Флоренс Гріффіт-Джойнер                                               | 16.07.1988                  | Відбіркові олімпійські змагання США                   | ф1     | Індіанаполіс   | Відео на YouTube |                        |
| 200 метрів (хронологія)                     | 21,34              | Флоренс Гріффіт-Джойнер                                               | 29.09.1988                  | Олімпійські ігри                                      | ф1     | Сеул           | Відео на YouTube |                        |
| 200 метрів (коротка доріжка) (хронологія)   | 21,87 (i)          | Мерлін Отті                                                           | 13.02.1993                  | St Yorre du Pas-de-Calais                             | ф1     | Льєвен         |                  |                        |
| 400 метрів (хронологія)                     | 47,60              | Маріта Кох                                                            | 06.10.1985                  | Кубок світу                                           | ф1     | Канберра       | Відео на YouTube |                        |
| 400 метрів (коротка доріжка) (хронологія)   | 49,17 (i)          | Фемке Бол                                                             | 02.03.2024                  | Чемпіонат світу в приміщенні                          | ф1     | Глазго         | Відео на YouTube | [ 62 ] [ 104 ]         |
| Біг на середні дистанції (бігова доріжка)   |                    |                                                                       |                             |                                                       |        |                |                  |                        |
| 800 метрів (хронологія)                     | 1.53,28            | Ярміла Кратохвілова                                                   | 26.07.1983                  | Olympiapark Meeting                                   | ф1     | Мюнхен         | Відео на YouTube |                        |
| 800 метрів (коротка доріжка) (хронологія)   | 1.55,82 (i)        | Йоланда Чеплак                                                        | 03.03.2002                  | Чемпіонат Європи в приміщенні                         | ф1     | Відень         | Відео на YouTube |                        |
| 1000 метрів (хронологія)                    | 2.28,98            | Світлана Мастеркова                                                   | 23.08.1996                  | Меморіал ван Дамме                                    | ф1     | Брюссель       | Відео на YouTube |                        |
| 1000 метрів (коротка доріжка) (хронологія)  | 2.30,94 (i)        | Марія Мутола                                                          | 25.02.1999                  | Globen Galan                                          | ф1     | Стокгольм      |                  |                        |
| 1500 метрів (хронологія)                    | 3.49,04            | Фейт Кіп'єгон                                                         | 07.07.2024                  | Meeting de Paris                                      | ф1     | Париж          | Відео на YouTube | [ 98 ] [ 105 ]         |
| 1500 метрів (хронологія)                    | 3.48,68            | Фейт Кіп'єгон                                                         | 05.07.2025                  | Prefontaine Classic                                   | ф1     | Юджин          | Відео на YouTube | [ 106 ]                |
| 1500 метрів (коротка доріжка) (хронологія)  | 3.53,09 (i)        | Гудаф Цегай                                                           | 09.02.2021                  | Meeting Hauts-de-France Pas-de-Calais                 | ф1     | Льєвен         |                  | [ 107 ] [ 108 ]        |
| 1 миля (хронологія)                         | 4.07,64            | Фейт Кіп'єгон                                                         | 21.07.2023                  | Herculis                                              | ф1     | Фонв'єй        | Відео на YouTube | [ 109 ] [ 110 ]        |
| 1 миля (коротка доріжка) (хронологія)       | 4.13,31 (i)        | Гензебе Дібаба                                                        | 17.02.2016                  | Globen Galan                                          | ф1     | Стокгольм      | Відео на YouTube |                        |
| 2000 метрів (хронологія)                    | 5.19,70            | Джессіка Галл                                                         | 12.07.2024                  | Herculis                                              | ф1     | Фонв'єй        | Відео на YouTube | [ 33 ] [ 111 ]         |
| 3000 метрів (хронологія)                    | 8.06,11            | Ван Цзюнься                                                           | 13.09.1993                  | Спартакіада народів КНР                               | ф1     | Пекін          |                  |                        |
| 3000 метрів (коротка доріжка) (хронологія)  | 8.16,60 (i)        | Гензебе Дібаба                                                        | 06.02.2014                  | XL Galan                                              | ф1     | Стокгольм      | Відео на YouTube |                        |
| 3000 метрів з перешкодами (хронологія)      | 8.44,32            | Беатріс Чепкоеч                                                       | 20.07.2018                  | Herculis                                              | ф1     | Фонв'єй        | Відео на YouTube | [ 112 ]                |
| Біг на довгі дистанції (бігова доріжка)     |                    |                                                                       |                             |                                                       |        |                |                  |                        |
| 5000 метрів (хронологія)                    | 14.00,21           | Гудаф Цегай                                                           | 17.09.2023                  | Prefontaine Classic                                   | ф1     | Юджин          | Відео на YouTube | [ 96 ] [ 113 ]         |
| 5000 метрів (хронологія)                    | 13.58,06           | Беатріс Чебет                                                         | 05.07.2025                  | Prefontaine Classic                                   | ф1     | Юджин          | Відео на YouTube | [ 106 ]                |
| 5000 метрів (коротка доріжка) (хронологія)  | 14.18,86 (i)       | Гензебе Дібаба                                                        | 19.02.2015                  | XL Galan                                              | ф1     | Стокгольм      | Відео на YouTube |                        |
| 10000 метрів (хронологія)                   | 28.54,14           | Беатріс Чебет                                                         | 25.05.2024                  | Prefontaine Classic                                   | ф1     | Юджин          | Відео на YouTube | [ 114 ] [ 115 ]        |
| 1 година (хронологія)                       | 18 930 м           | Сіфан Гассан                                                          | 04.09.2020                  | Меморіал ван Дамме                                    | ф1     | Брюссель       |                  | [ 44 ] [ 45 ]          |
| Біг (шосе)                                  |                    |                                                                       |                             |                                                       |        |                |                  |                        |
| 1 миля (хронологія)                         | 4.21,00            | Дірібе Велтеджі                                                       | 01.10.2023                  | Чемпіонат світу з шосейного бігу                      | ф1     | Рига           |                  | [ 116 ] [ 117 ]        |
| 5 кілометрів (хронологія)                   | 13.54 (змішаний)   | Беатріс Чебет                                                         | 31.12.2024                  | Cursa dels Nassos                                     | ф1     | Барселона      |                  | [ 118 ] [ 28 ]         |
| 5 кілометрів (хронологія)                   | 14.13 (жіночий)    | Беатріс Чебет                                                         | 31.12.2023                  | Cursa dels Nassos                                     | ф1     | Барселона      |                  | [ 98 ] [ 119 ]         |
| 10 кілометрів (хронологія)                  | 28.46 (змішаний)   | Агнес Джебет Нгетіч                                                   | 14.01.2024                  | 10K Valencia Ibercaja                                 | ф1     | Валенсія       |                  | [ 98 ] [ 120 ]         |
| 10 кілометрів (хронологія)                  | 30.01 (жіночий)    | Агнес Джебет Тіроп                                                    | 12.09.2021                  | adizero Road To Records                               | ф1     | Герцогенаурах  |                  | [ 121 ] [ 122 ]        |
| 10 кілометрів (хронологія)                  | 29.27 (жіночий)    | Агнес Джебет Нгетіч                                                   | 26.04.2025                  | adizero Road To Records                               | ф1     | Герцогенаурах  |                  | [ 123 ]                |
| Напівмарафон (хронологія)                   | 1:02.52 (змішаний) | Летесенбет Гідей                                                      | 24.10.2021                  | Valencia Half Marathon                                | ф1     | Валенсія       | Відео на YouTube | [ 52 ] [ 124 ]         |
| Напівмарафон (хронологія)                   | 1:05.16 (жіночий)  | Перес Джепчірчір                                                      | 17.10.2020                  | Чемпіонат світу з напівмарафону                       | ф1     | Гдиня          | Відео на YouTube | [ 125 ] [ 126 ]        |
| Марафон (хронологія)                        | 2:09.56 (змішаний) | Рут Чепнгетіч                                                         | 13.10.2024                  | Чиказький марафон                                     | ф1     | Чикаго         | Відео на YouTube | [ 127 ] [ 115 ]        |
| Марафон (хронологія)                        | 2:15.50 (жіночий)  | Тігст Ассефа                                                          | 27.04.2025                  | Лондонський марафон                                   | ф1     | Лондон         |                  | [ 128 ] [ 88 ]         |
| Екіден (хронологія)                         | 2:11.41            | КНРБо Цзянь Янмей Донь Чжао Феньтінь Ма Зайджі Лан Ліксін Лін На      | 28.02.1998                  | Міжнародний жіночий екіден                            | ф1     | Пекін          |                  |                        |
| 50 кілометрів (хронологія)                  | 2:59.54 (змішаний) | Дезіре Лінден                                                         | 13.04.2021                  | Oregon Running Event                                  | ф1     | Орегон         | Відео на YouTube | [ 129 ] [ 130 ]        |
| 50 кілометрів (хронологія)                  | 3:00.29 (жіночий)  | Емане Сейфу Хаїле                                                     | 26.02.2023                  | Nedbank Runified Breaking Barriers Ultramarathon      | ф1     | Гебеха         |                  | [ 131 ] [ 132 ]        |
| 100 кілометрів (хронологія)                 | 6:33.11 (змішаний) | Томое Абе                                                             | 25.06.2000                  | Ультрамарафон озера Сарома                            | ф1     | Юбецу          |                  |                        |
| Бар'єрний біг (бігова доріжка)              |                    |                                                                       |                             |                                                       |        |                |                  |                        |
| 50 метрів з бар'єрами (хронологія)          | 6,58 (i)           | Корнелія Ошкенат                                                      | 20.02.1988                  | Національні змагання                                  | пф1    | Берлін         |                  |                        |
| 60 метрів з бар'єрами (хронологія)          | 7,65 (i)           | Девінн Чарлтон                                                        | 03.03.2024                  | Чемпіонат світу в приміщенні                          | ф1     | Глазго         | Відео на YouTube | [ 133 ] [ 134 ]        |
| 100 метрів з бар'єрами (хронологія)         | 12,12              | Тобі Амусан                                                           | 24.07.2022                  | Чемпіонат світу                                       | 1пф1   | Юджин          | Відео на YouTube | [ 135 ] [ 136 ]        |
| 400 метрів з бар'єрами (хронологія)         | 50,37              | Сідні Мак-Лафлін-Леврон                                               | 08.08.2024                  | Олімпійські ігри                                      | ф1     | Париж          | Відео на YouTube | [ 137 ] [ 115 ]        |
| Естафетний біг (бігова доріжка)             |                    |                                                                       |                             |                                                       |        |                |                  |                        |
| 4×100 метрів (хронологія)                   | 40,82              | СШАТіанна Бартолетта Еллісон Фелікс Б'янка Найт Кармеліта Джетер      | 10.08.2012                  | Олімпійські ігри                                      | ф1     | Лондон         | Відео на YouTube |                        |
| 4×200 метрів (хронологія)                   | 1.27,46            | СШАЛаташа Дженкінс Латаша Колендер Ненсін Перрі Меріон Джонс          | 29.04.2000                  | Penn Relays                                           | ф1     | Філадельфія    |                  | [ 138 ]                |
| 4×200 метрів (коротка доріжка) (хронологія) | 1.32,41            | РосіяКатерина Кондратьєва Ірина Хабарова Юлія Печонкіна Юлія Гущина   | 29.01.2005                  | Norwich Union International                           | ф1     | Глазго         |                  |                        |
| 4×400 метрів (хронологія)                   | 3.15,17            | СРСРТетяна Ледовська Ольга Назарова Марія Пінігіна Ольга Бризгіна     | 01.10.1988                  | Олімпійські ігри                                      | ф1     | Сеул           | Відео на YouTube |                        |
| 4×400 метрів (коротка доріжка) (хронологія) | 3.23,37            | РосіяЮлія Гущина Ольга Котлярова Ольга Зайцева Олеся Красномовець     | 28.01.2006                  | Norwich Union International                           | ф1     | Глазго         |                  |                        |
| 4×800 метрів (хронологія)                   | 7.50,17            | СРСРНадія Олізаренко Любов Гуріна Людмила Борисова Ірина Подьяловська | 05.08.1984                  | Змагання на встановлення рекорду                      | ф1     | Москва         |                  |                        |
| 4×800 метрів (коротка доріжка) (хронологія) | 8.05,89            | СШАКрішуна Вільямс Ревін Роджерс Шарлін Ліпсі Аджей Вілсон            | 03.02.2018                  | Millrose Games                                        | ф1     | Нью-Йорк       |                  | [ 139 ]                |
| 4×1500 м (хронологія)                       | 16.27,02           | СШАКоллін Квіглі Еліз Кренні Карісса Швайцер Шелбі Гуліган            | 31.07.2020                  | Bowerman TC Intrasquad Meet IV                        | ф1     | Портленд       |                  | [ 140 ] [ 141 ]        |
| Комбінована естафета (хронологія)           | 10.36,50           | СШАТреньєр Мозер Саня Річардс-Росс Аджей Вілсон Шеннон Роубері        | 02.05.2015                  | Світові естафети                                      | ф1     | Нассау         | Відео на YouTube | [ 78 ]                 |
| Комбінована естафета (хронологія)           | 10.33,85 (i)       | СШАГезер Мак-Лін Кендалл Елліс Ройзен Вілліс Елінор Пур'є Сент-П'єр   | 15.04.2022                  | A Night at the TRACK Presented by New Balance Running | ф1     | Бостон         |                  | [ 142 ]                |
| Спортивна ходьба (бігова доріжка)           |                    |                                                                       |                             |                                                       |        |                |                  |                        |
| 3000 метрів (коротка доріжка) (хронологія)  | 11.40,33           | Клаудія Йован                                                         | 30.01.1999                  | Чемпіонат Румунії в приміщенні                        | ф1     | Бухарест       |                  |                        |
| 10000 метрів (хронологія)                   | 41.56,23           | Надія Ряшкіна                                                         | 24.07.1990                  | Ігри доброї волі                                      | ф1     | Сіетл          |                  |                        |
| 20000 метрів (хронологія)                   | 1:26.52,3          | Олімпіада Іванова                                                     | 06.09.2001                  | Ігри доброї волі                                      | ф1     | Брисбен        |                  |                        |
| Напівмарафон (хронологія)                   |                    |                                                                       |                             |                                                       |        |                |                  |                        |
| 35000 метрів (хронологія)                   | (2:38.00)          |                                                                       |                             |                                                       |        |                |                  |                        |
| Марафон (хронологія)                        |                    |                                                                       |                             |                                                       |        |                |                  |                        |
| 50000 метрів (хронологія)                   | (4:20.00)          |                                                                       |                             |                                                       |        |                |                  |                        |
| Спортивна ходьба (шосе)                     |                    |                                                                       |                             |                                                       |        |                |                  |                        |
| 20 кілометрів (хронологія)                  | 1:23.49            | Ян Цзяюй                                                              | 20.03.2021                  | Зимовий чемпіонат КНР з ходьби                        | ф1     | Хуаншань       |                  | [ 143 ] [ 144 ]        |
| Напівмарафон (хронологія)                   |                    |                                                                       |                             |                                                       |        |                |                  |                        |
| 35 кілометрів (хронологія)                  | 2:37.15            | Марія Перес                                                           | 21.05.2023                  | Командний чемпіонат Європи з ходьби                   | ф1     | Подєбради      | Відео на YouTube | [ 37 ] [ 145 ] [ 146 ] |
| Марафон (хронологія)                        |                    |                                                                       |                             |                                                       |        |                |                  |                        |
| 50 кілометрів (хронологія)                  | 3:59.15            | Лю Хун                                                                | 09.03.2019                  | Chinese Race Walk Grand Prix                          | ф1     | Хуаншань       |                  | [ 147 ] [ 148 ]        |
| Стрибки                                     |                    |                                                                       |                             |                                                       |        |                |                  |                        |
| Стрибки у висоту (хронологія)               | 2,10               | Ярослава Магучіх                                                      | 07.07.2024                  | Meeting de Paris                                      | ф1     | Париж          | Відео на YouTube | [ 105 ] [ 149 ]        |
| Стрибки з жердиною (хронологія)             | 5,06               | Олена Ісинбаєва                                                       | 28.08.2009                  | Weltklasse Zurich                                     | ф1     | Цюрих          | Відео на YouTube |                        |
| Стрибки в довжину (хронологія)              | 7,52               | Галина Чистякова                                                      | 11.06.1988                  | Меморіал братів Знаменських                           | ф1     | Ленінград      | Відео на YouTube |                        |
| Потрійний стрибок (хронологія)              | 15,74 (i)          | Юлімар Рохас                                                          | 20.03.2022                  | Чемпіонат світу в приміщенні                          | ф1     | Белград        | Відео на YouTube | [ 150 ] [ 151 ]        |
| Метання                                     |                    |                                                                       |                             |                                                       |        |                |                  |                        |
| Штовхання ядра (хронологія)                 | 22,63              | Наталія Лісовська                                                     | 07.06.1987                  | Меморіал братів Знаменських                           | ф1     | Москва         |                  |                        |
| Метання диска (хронологія)                  | 76,80              | Габріеле Райнш                                                        | 09.07.1988                  | Матчева зустріч НДР-Італія                            | ф1     | Нойбранденбург | Відео на YouTube |                        |
| Метання молота (хронологія)                 | 82,98              | Аніта Влодарчик                                                       | 28.08.2016                  | Меморіал Каміли Сколімовської                         | ф1     | Варшава        | Відео на YouTube |                        |
| Метання списа (хронологія)                  | 72,28              | Барбора Шпотакова                                                     | 13.09.2008                  | IAAF World Athletics Final                            | ф1     | Штутгарт       | Відео на YouTube |                        |
| Багатоборства                               |                    |                                                                       |                             |                                                       |        |                |                  |                        |
| П'ятиборство (коротка доріжка) (хронологія) | 5055               | Нафіссату Тіам                                                        | 03.03.2023                  | Чемпіонат Європи в приміщенні                         | ф1     | Стамбул        | Відео на YouTube | [ 152 ] [ 153 ]        |
| Семиборство (хронологія)                    | 7291               | Джекі Джойнер-Керсі                                                   | 24.09.1988                  | Олімпійські ігри                                      | ф1     | Сеул           | Відео на YouTube |                        |
| Десятиборство (хронологія)                  | 8358               | Аустра Скуїте                                                         | 15.04.2005                  | Audrey Walton Combined                                | ф1     | Колумбія       |                  |                        |

### Змішані
| Дисципліна                                  | Результат | Команда                                                  | Дата       | Змагання         | Стадія | Місто | Відео            | Примітки        |
| ------------------------------------------- | --------- | -------------------------------------------------------- | ---------- | ---------------- | ------ | ----- | ---------------- | --------------- |
| 4×100 метрів (хронологія)                   |           |                                                          |            |                  |        |       |                  | [ 154 ]         |
| 4×400 метрів (хронологія)                   | 3.07,41   | ́ СШАВернон Норвуд Шам'єр Літтл Брайс Дедмон Кайлін Браун | 02.08.2024 | Олімпійські ігри | 1заб1  | Париж | Відео на YouTube | [ 155 ] [ 115 ] |
| 4×400 метрів (коротка доріжка) (хронологія) | 3.12,44   |                                                          |            |                  |        |       |                  |                 |

## Вищі світові досягнення

### Чоловіки
| Дисципліна                         | Результат | Атлет             | Дата       | Змагання           | Стадія | Місто   | Відео            | Примітки |
| ---------------------------------- | --------- | ----------------- | ---------- | ------------------ | ------ | ------- | ---------------- | -------- |
| 200 метрів з бар'єрами (по прямій) | 21,85     | Алісон дус Сантус | 17.05.2025 | Atlanta City Games | ф1     | Атланта | Відео на YouTube | [ 157 ]  |
| 300 метрів з бар'єрами             | 32,67     | Карстен Варгольм  | 14.06.2025 | Oslo Bislett Games | ф1     | Осло    | Відео на YouTube | [ 158 ]  |

### Жінки
| Дисципліна             | Результат | Атлетка      | Дата       | Змагання           | Стадія | Місто   | Відео            | Примітки |
| ---------------------- | --------- | ------------ | ---------- | ------------------ | ------ | ------- | ---------------- | -------- |
| 150 метрів (по прямій) | 15,85     | Фейвор Офілі | 17.05.2025 | Atlanta City Games | ф1     | Атланта | Відео на YouTube | [ 157 ]  |
| 600 метрів             | 1.21,63   | Мері Мораа   | 01.09.2024 | ISTAF              | ф1     | Берлін  | Відео на YouTube | [ 159 ]  |